# Гризолия
Гризолѝя (на италиански: Grisolia, на местен диалект Grisulia, Гризулия) е село и община в Южна Италия, провинция Козенца, регион Калабрия. Разположено е на 465 m надморска височина. Населението на общината е 2256 души (към 2012 г.).